# Condorcanqui (tỉnh)
Tỉnh Condorcanqui (tiếng Tây Ban Nha: Provincia de Condorcanqui) là một tỉnh thuộc vùng Amazonas của Peru. Tỉnh Condorcanqui có diện tích 17865 km², dân số thời điểm theo điều tra dân số ngày 11 tháng 7 năm 1993 là 30520 người. Tỉnh lỵ đóng ở Santa María de Nieva.